# Saturnina Burgos
Saturnina Burgos (Luque, Paraguay, 1830- Luque, 1896) fue una amante del Mariscal Francisco Solano López a inicios de la década de 1850.

## Biografía
Hija del juez de Paz de Luque, Pedro Burgos, Saturnina nació en esa ciudad hacia el año 1830, dentro de una numerosa familia de buena posición económica.
A inicios del año 1850, Saturnina Burgos comenzó un romance con Francisco Solano López, quien, por ese entonces, simplemente era conocido como “el hijo del presidente” (Carlos Antonio López) y llevaba el grado de coronel. La relación de Burgos con Solano López terminaría en 1853, cuando López viajó a Europa y conoció a Elisa Alicia Lynch, con quien tendría a sus siete hijos reconocidos y una verdadera relación de pareja, aunque seguiría alternando cierto acercamiento con su primer amor, Juana Pesoa, quien dio tres vástagos al mariscal (el primero fue el primogénito de López, la segunda nació mediante el amorío con Saturnina, y el tercero durante la relación con Lynch). 
Saturnina Burgos, junto a "Juanita" Pesoa y a Elisa Lynch, era reconocida como una de las principales amantes de López; sin embargo, a diferencia de Pesoa y Lynch, Burgos no dio descendencia a Solano López, sino que, al igual que Olivia Corvalán y Carmela Cañete –ambas presuntamente son adjudicadas como amantes–, se limitó a mantener el romance. 
Más tarde, Saturnina Burgos se enteraría de que Francisco Solano López fue presidente de su país y que falleció en la Guerra de la Triple Alianza. Se sostiene que Burgos permaneció soltera toda su vida, y que fallecería en el año 1896.
- Datos: Q105429750